# August Kullberg
August Fredrik Kullberg, född 1 maj 1852 på Knapparps gård i Norra Solberga socken, Jönköpings län, död 27 februari 1913 i Katrineholm, var en svensk köpman.

## Biografi

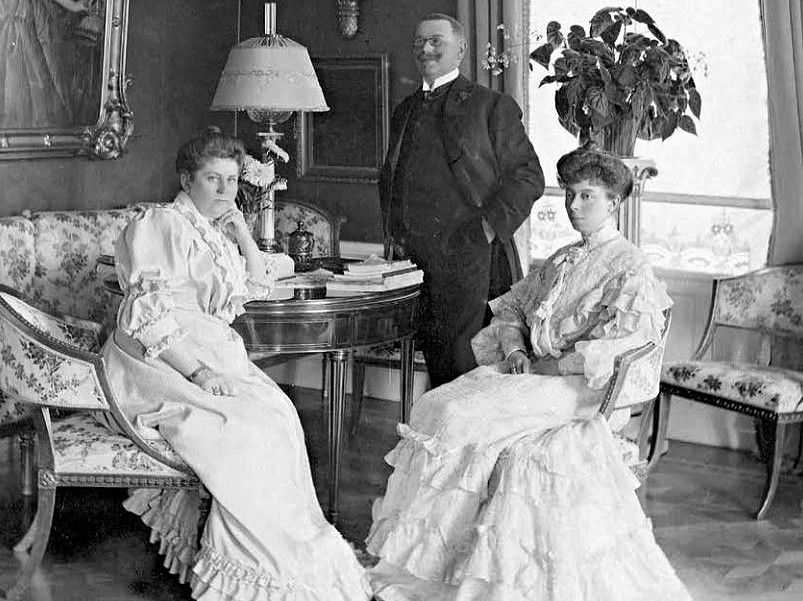
August Kullberg med hustru Josefine och dotter Amy.

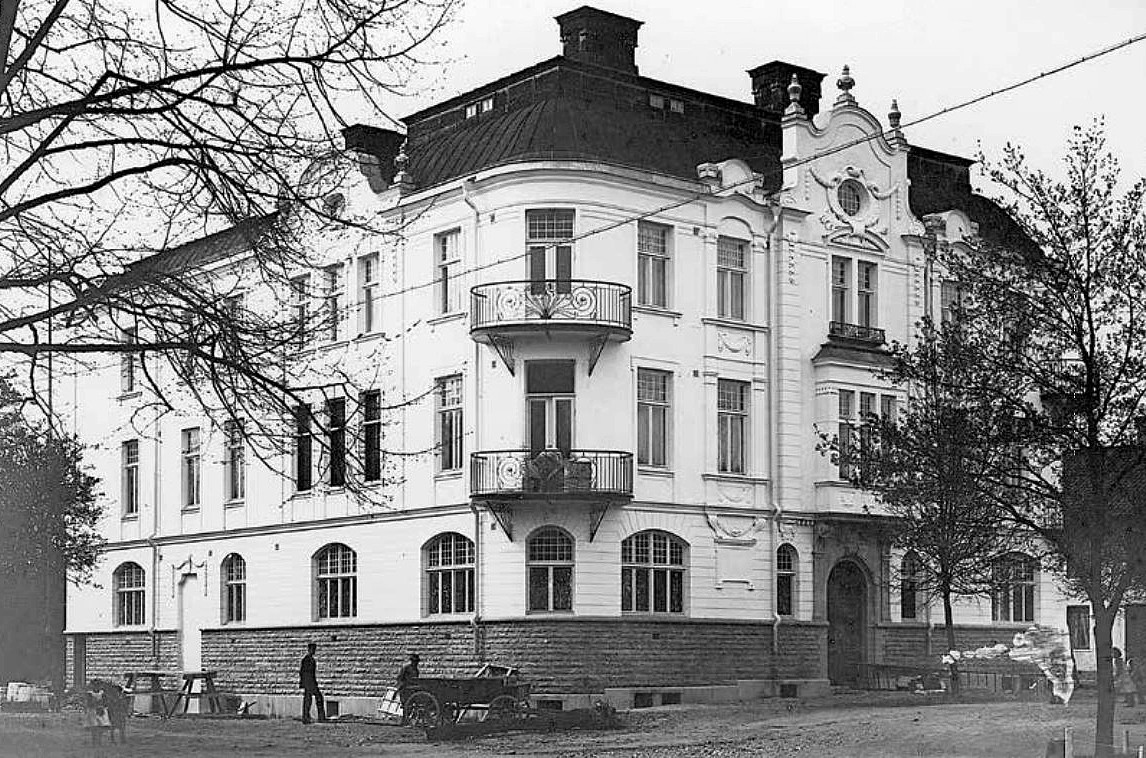
Kullbergska huset 1904.

August Fredrik Kullberg var son till fanjunkaren och fabrikören August Kullberg i Smålands Anneberg vilken 1867 grundat Annebergs tändsticksfabrik. Efter skolgång i Eksjö och en tids vistelse i USA övertog han 1873 ledningen av faderns tändsticksfabrik. 1877 startade han en egen rörelse under namnet Aug Kullberg j:r och började förmedla aspvirke även till andra tändsticksfabriker. Samtidigt blev han grosshandlare i tändstickor, glas, spannmål och gödningsämnen.
År 1878 flyttade han till det nya järnvägssamhället Katrineholm som lovade stora utvecklingsmöjligheter för en ung entreprenör. Här mötte hade smeden Gustav Robert Grönkvist som bland annat tillverkade en hästdragen räfsa. Grönkvist kunde tillverka och Kullberg kunde sälja. Där började ett samarbete som ledde till stora framgångar för båda. I Katrineholm grundade Kullberg grosshandelsfirman Kullberg & Co, som utvecklades till landets största försäljare och exportör av svenska lantbruksmaskiner. 
Kullberg anses även i övrigt ha haft stor betydelse för Katrineholms utveckling. Kullbergs arvingar skänkte 1914 till dåvarande municipalsamhället Katrineholm Kullbergska sjukhuset ("Aug. och Josephine Kullbergs minne"), som togs i bruk 1 juni 1916. År 1922 överläts det av Katrineholms stad till landstinget i Södermanland, som alltjämt driver det.
Framför Katrineholms järnvägsstation finns en byst föreställande Kullberg med inskriptionen: "Han gav svensk plog åt svensk jord och grundval åt framtida stad".
Han blev ortens rikaste man och kallades "Kungen av Katrineholm". Åren 1902-1904 lät han uppföra Kullbergska huset som huvudkontor för företaget och som privatbostad till sig och sin familj. Huset ritades av Norrköpingsarkitekten Werner Northun och var på sin tid en av ortens mest moderna byggnader. Det fanns nymodigheter som gasuppvärmning och vattentoalett. En anläggning med hydrofor pumpade upp vatten till kök, tvätt- och badrum. 1904 flyttade han med hustru Josefine och dotter Amy in i sin ståndsmässiga bostad belägen intill den viktiga järnvägsstationen. Bottenvåningen bestod av kontor och resten av huset var bostad inklusive biljardsalong och bibliotek. Efter August Kullbergs död 1913 ärvs huset av hustrun Josefina och dottern Amy. Denna var sedan 1908 gift med ingenjören Olof Mayer, som då fogade hennes och svärfaderns släktnamn till sitt eget: Kullberg-Mayer. Han fortsatte August Kullbergs firma och blev senare bruksägare till Stöpafors.  År 1959 såldes byggnaden av deras son Fred Kullberg-Mayer till staden. I Kullbergska huset finns Kullbergrummet där staden visar föremål, foton och dokument som tillhört släkten Kullberg på 1800- och 1900-talen. I rummet finns bland annat August Kullbergs skrivbord.
Kullberg hade en hög arbetstakt och vid sidan av företaget var han också engagerad i kommunpolitiken och var en tid municipalnämndens ordförande. Han drabbades med tiden av huvudvärk och depressioner och togs in för vård. En februaridag 1913 begick han självmord. 1914, året efter hans död, donerades tomtmark och grundplåten så att Kullbergska sjukhuset kunde uppföras i Katrineholm.
I Katrineholm firas numera Kullbergdagen på sommaren med visning av Kullbergska huset och berättelser om hans liv och gärning. Katrineholms kommuns hemsida skriver om Kullberg: "August Kullberg var smålänningen som kom till Sörmland på 1870-talet för att köpa virke av bönderna och transportera det på den nya järnvägen till familjens tändsticksfabrik i Anneberg. Men Kullberg nöjde sig inte med detta; han blev en av Katrineholms största entreprenörer genom sitt företag Kullberg & Co, den ledande grossisten på jordbruksmaskiner i Europa."